# ウェインライト (ミサイル巡洋艦)
| USS Wainwright (DLG-28) | |
| 艦歴                    | |
| 発注                    | |
| 起工                    | 1962年7月2日 |
| 進水                    | 1965年4月25日 |
| 就役                    | 1966年1月8日 |
| 退役                    | 1993年11月15日 |
| その後                  | 標的艦として海没処分 |
| 除籍                    | |
| 性能諸元                | |
| 排水量                  | 7,930トン |
| 全長                    | 547 ft |
| 全幅                    | 55 ft |
| 吃水                    | 28 ft 10 in |
| 機関                    | ギヤード蒸気タービン2基2軸 4缶、85,000 shp                                                                                  |
| 最大速                  | 30ノット |
| 航続距離                | |
| 乗員                    | 士官、兵員418名 |
| 兵装                    | 54口径5インチ砲1基 3インチ砲2基 テリア・ミサイルランチャー1基 15.5インチ魚雷発射管6基 ハープーン・ミサイル ファランクスCIWS |
| 航空機                  | |
| モットー                | |

ウェインライト (USS Wainwright, DLG/CG-28) は、アメリカ海軍のミサイル巡洋艦。ベルナップ級ミサイル巡洋艦の3番艦。艦名はウェインライト家（the Wainwright family）に因んで命名された。その名を持つ艦としては3隻目。

## 艦歴
ウェインライトは1962年7月2日にメイン州バスのバス鉄工所で起工する。1965年4月25日にリチャード・W・ウェインライト夫人から後援を受け進水し、1966年1月8日にロバート・P・フォアマン艦長の指揮下ボストン海軍造船所で就役した。
就役後は1月から5月にかけてボストンで整調を行い、5月21日に出航、新型ソナーの試験を行った後母港のサウスカロライナ州チャールストンに向かった。6月から8月上旬にかけて東海岸沿いおよび西インド諸島で作戦活動に従事し、この間に大西洋艦隊訓練海域で6度のミサイル発射試験を成功裏に行い、海中の未確認物体を3日間探索した。探索に参加した潜水艦は明確に識別することはできなかったが、ウェインライトは新型の長距離ソナーによって未確認艦を識別し、一時的に追跡した。
8月13日にチャールストンに帰還し整調訓練に備えて15日間の準備を行い、28日に出航する。整調訓練の終盤にはクレブラ島で砲撃およびテリアミサイル発射試験を行う。10月にチャールストンに帰還し例年の大西洋艦隊演習の準備に入る。11月28日に出航し17日間にわたる武器調整および補給訓練を行う。ウェインライトは12月16日に帰港し年末は母港で過ごした。
1967年1月6日、ウェインライトはボストンに向かい整調後の信頼性試験に入る。修理を完了すると3月15日にチャールストンへ帰還、その後4月10日に太平洋西部への最初の配備に向かう。一週間後にパナマ運河を通過し、4月23日にカリフォルニア州サンディエゴに到着した。一ヶ月間をカリフォルニア南部沖合での訓練に費やし、5月15日に西へ向けて出航、真珠湾とグアムで停泊した後6月3日にフィリピンのスービック海軍基地に到着した。
3日後、トンキン湾のステーションに到着し、6月8日にロングビーチ (USS Long Beach, CGN-9) とレーダー監視任務を交代した。ウェインライトは湾内において、同空域における全ての航空機に対してレーダーと目視による監視を行い、友軍機の保護と敵攻撃機の迎撃を行った。また、友軍の攻撃任務の際には陸上へのガイドとして貢献した。このほかにも探索救助ヘリの海上基地として救助任務に従事した。この任務の間に一機のヘリコプターがウェインライトの飛行甲板上で衝突したが、損傷はそれほど大きくなかったため翌日任務を再開した。
佐世保で3週間停泊した後沖縄に移動、テリアミサイルの発射試験を行ったウェインライトは、8月12日にレーダー監視任務を再開した。27日間の任務を終え9月8日に香港に向かい、同地に5日間停泊する。9月15日に香港を出航すると再びベトナム水域に向かい、三度目の配備につく。この間にウェインライトは防空指揮艦として2隻の空母から飛び立った部隊の指揮をヤンキー・ステーションで行い、第77任務部隊の防空指揮艦としても貢献した。9月28日にウェインライトはその任務を終えトンキン湾を離れる。帰路の途中スービック海軍基地、シドニー、ウェリントン、タヒチを訪れ、11月12日にパナマ運河を通過、その4日後にチャールストンに到着した。
ウェインライトはその後1968年の始まりまでチャールストンに留まる。1968年1月19日にロードアイランド州ニューポートに向けて出航し、1月21日から2月3日まで駆逐艦学校のための訓練船の役割を果たし、2月5日にチャールストンに帰港した。続いて西インド諸島で演習「ラグビー・マッチ Rugby Match」を含む作戦活動に参加し、6月24日に西太平洋に向かう。6月29日にパナマ運河を通過し、7月11日から15日まで真珠湾に、21日にグアムに停泊した後、26日にスービック湾に到着する。4日後に同年初の戦闘配備につく。8月2日にダナンで状況報告を受け、8月4日にスタレット (USS Sterett, DLG-31) とレーダー監視ステーションで任務を交代する。続く41日間をその任地で停泊し、同水域を離れたのは台風回避の一度だけであった。9月14日にスタレットと任務を交代しスービック湾で調整を行った後、香港、横須賀を訪問、10月13日に再びスタレットと任務を交代する。続く27日間は前の任務期間より慣例的に過ぎ、11月15日にトンキン湾を離れ19日から23日までの4日間を佐世保で停泊する。11月28日に再びレーダー監視ステーションに戻ると、北部空域監視艦としてトンキン湾で1968年を終えた。
1969年は1月3日までレーダー監視任務に従事し、続いてフィリピンへ向かった。ウェインライトは1月5日から1月9日までスービック湾で停泊した後、オーストラリアのシドニー、ニュージーランドのオークランド、タヒチのパペーテに立ち寄り、2月11日にパナマ運河を通過、2月15日にセント・トーマス島に停泊し、2月21日に母港のチャールストンに到着する。
一ヶ月に及ぶ維持作業の後、春にはチャールストンで全体的な検査を行い、5月の半ばにバージニア州ノーフォークに向かう。そこではバージニア岬沖の訓練海域で行われた大統領への艦隊デモンストレーションに参加した。デモンストレーションは5月19日に終了し、その後南へ向かい多面戦闘演習「エキゾチック・ダンサー Exotic Dancer」に参加する。6月の最初の2週、ウェインライトは西インド諸島でカナダ、イギリス、オランダおよびポルトガル海軍艦艇と共にNATOの対潜水艦戦演習「スパーク・プラグ Spark Plug」に参加した。同演習は6月11日に終了し、その後ニューポートへ向かい、同地で第2巡洋艦駆逐艦小艦隊の指揮艦は下船した。6月16日にチャールストンへ戻り、8月18日に最初の定期オーバーホールのためチャールストン海軍造船所入りする。
1970年2月16日にウェインライトは作戦活動に入った。バージニア岬沖及びフロリダ沖での訓練で3月の大半が過ぎ、チャールストンに3日間停泊した後プエルトリコ近海の大西洋艦隊訓練海域で砲撃及びミサイル発射訓練を行う。その後4月にはグアンタナモ湾で回復訓練を行うが訓練は二度の特別命令で中断された。4月26日、クーデターに失敗し逃亡を図った3隻のハイチ沿岸警備艇を拿捕するよう命令を受ける。グアンタナモ湾入り口で一隻と遭遇するが、その船にはアメリカの港湾職員が同乗していたためウェインライトはそのまま航行を続けた。その後残りの2隻を発見し、一時収容のためグアンタナモ湾へ連行した。5月10日にはソ連艦隊への対処を命じられる。その夜ウェインライトはソ連のミサイル巡洋艦およびミサイル駆逐艦と遭遇した。翌日には2隻の潜水艦、給油艦、潜水艦母艦と遭遇し、6隻のソ連艦は5月14日にキューバのシエンフエゴスに入港した。翌日ウェインライトはグアンタナモ湾に戻り中断していた回復訓練を再開した。6月12日にチャールストンに帰還し、極東への次回配備に備えて2ヶ月間に及ぶ維持作業、訓練を行う。
8月25日にウェインライトはチャールストンを出港し3度目の極東配備に入る。パナマ運河、真珠湾経由で9月21日に横須賀に到着し、2ヶ月にわたって日本海で海上自衛隊と共に対潜水艦演習を行った。ウェインライトは横須賀と佐世保に定期的に寄港した。
11月14日に日本を出発し、台湾海峡経由でトンキン湾に入る。11月20日にジョーエット (USS Jouett, DLG-29) とレーダー監視ステーションで任務を交代し、湾北部で空域監視任務に従事する。任務は短期で終了し、翌日シカゴ (USS Chicago, CG-11) と任務を交代、ウェインライトは北部探索救助ステーションで調整艦としての任務に就く。一ヶ月にわたって北部及び南部の探索救助ステーションを行き来し、12月半ばにはオペレーション・ビーコン・タワー（三日間行われたアメリカ軍艦艇による航空、地上攻撃に対する即応性試験演習）に参加する。12月16日に戦闘地帯を離れシンガポールに向かい、12月19日から26日まで停泊、その後フィリピンに向かいスービック湾に12月29日到着する。
ウェインライトはスービック湾に6日間停泊した後、1971年1月4日に香港へ向けて出航するが、レーダーアンテナ修理のためスービック湾に戻り、1月11日に香港に到着した。香港には4日間停泊し、その後再びトンキン湾に向かった。トンキン湾では16日間にわたってレーダー監視任務及び北部探索救助艦としての任務に従事した。
スービック湾で2日間停泊した後、ウェインライトは本国への帰途に就く。インド洋から喜望峰を周り南大西洋を横断して最初の世界巡航を完了した。その間にフランス領ソマリランドのジブチから始めてアフリカの様々な港を訪問し、エチオピアのマッサワでは各国の海軍艦艇と共にエチオピア海軍記念日祭典に参加、エチオピア海軍士官学校生と皇帝ハイレ・セラシエ1世が乗艦した。その後マダガスカルのディエゴ・スアレス、モザンビークのロレンソ・マルケスを訪れた後大西洋を越えブラジルに向かう。ブラジルではリオデジャネイロとレシフェを訪れ、ヴァージン諸島のセント・トーマス島に停泊した後プエルトリコのクレブラ島で砲撃、ミサイル発射訓練を行い、4月2日にチャールストンに向けて出航する。
ウェインライトはベトナム戦争での功績で4つの従軍星章を受章した。
ウェインライトは1993年11月15日に退役しモスボール処置が施された上保管された。その後2002年6月11日に標的艦として二発のハープーン・ミサイルが撃ち込まれ、翌日に2発の魚雷によって海没処分された。